# Тищенко Костянтин Миколайович
Костянти́н Микола́йович Ти́щенко (30 липня 1941, м. Глухів, Сумська область — 23 липня 2023, м. Львів) — український мовознавець, педагог, перекладач, доктор філологічних наук (1992), професор (1995). Автор понад 250 праць із метатеорії мовознавства, знакової теорії мови, лінгвістичних закономірностей, з питань оптимізації морфологічних описів мов, лінгвопедагогіки, проблем розвитку мови, романського та східного мовознавства, а також циклів статей з германістики, славістики, кельтології, баскології, фінознавства, балканістики й алтаїстики. Викладач і знавець понад двох десятків різносистемних мов. Читав лекції з загального мовознавства, вів практичні курси французької, італійської, перської, фінської, баскійської, валлійської та інших мов. У 2001—2010 рр. — завідувач і провідний науковий працівник заснованого ним 1992 року Лінгвістичного навчального музею при Київському національному університеті ім. Т. Шевченка. З 2011 р. до 2023 р. професор кафедри мов і літератур Близького та Середнього Сходу.

## Біографія

Костянтин Тищенко (другий праворуч) серед номінантів і лавреатів шорічного конкурсу ТУМ Київського національного університету ім. Т. Г. Шевченка на екскурсії в Лінгвістичному музеї університету.

Народився в сім'ї архітектора Миколи Павловича Тищенка (1911—2004) та шкільної вчительки Анни Степанівни Рибалко-Тищенко (1917—2002). Закінчив київську середню школу № 92 із золотою медаллю. 1963 р. закінчив із відзнакою Київський державний університет ім. Т. Г. Шевченка, одержавши спеціальність філолога-романіста, педагога та спеціалізацію в галузі прикладної лінґвістики. Здібного до мов і науки студента направили після служби у війську на викладацьку роботу на кафедру романської філології Київського університету.
Навчався в аспірантурі у професора А. О. Білецького, який відразу помітив наукові здібності й цілеспрямованість свого аспіранта. За його рекомендацією 1968 року К. Тищенкові доручили керувати діалектологічною експедицією Київського університету ім. Т. Г. Шевченка до 5 міст на кавказькому узбережжі Чорного моря. Тоді було зібрано 10 томів діалектологічних матеріалів для Лінгвістичного атласу Середземномор'я. За високий професіоналізм та проведену величезну роботу над матеріалами з кавказького узбережжя для цього атласу, який готували вчені різних країн, 29-річного кандидата філологічних наук К. Тищенка 1970 року обрали членом його редакційної ради. За рік до цього він захистив кандидатську дисертацію на тему «Дієслівна парадигма романських мов. Зіставно-типологічне дослідження».
З часу закінчення навчання в університеті в 1963 році К. М. Тищенко за винятком дворічної армійської служби весь час працював у цьому навчальному закладі на різних кафедрах: до призову восени 1963 р. — на кафедрі романської філології, після демобілізації — 6 років на кафедрі загального мовознавства і класичної філології, згодом — 15 років на кафедрі теорії та практики перекладу (від 1975 р. — доцентом), потім — знову 8 років на кафедрі романської філології.
Після захисту докторської дисертації на тему «Метатеорія мовознавства» (1992) прийняв пропозицію ректорату очолити кафедру теорії та практики східних мов, згодом реорганізовану в кафедру східної філології, з якої 1995 року виділилася кафедра Близького Сходу. Завідував кафедрою 9 років. Від 2001 року К. М. Тищенко був завідувачем і провідним науковим працівником заснованого ним 1992 року Лінгвістичного навчального музею.
Помер у Львові 23 липня 2023 року. Похований 27 липня 2023 року поруч з батьками на Берковецькому кладовищі в Києві (ділянка № 116).

## Наукова діяльність

### Метатеорія мовознавства

Головним науковим досягненням К. М. Тищенка є створення метатеорії мовознавства. Ця концепція стала можливою внаслідок теоретичного переосмислення співвідношень змісту окремих лінгвістичних дисциплін і блоків лінгвістичних знань у системі єдиної науки про мову. Вона вперше стисло описана вченим у вигляді великої матриці у ключовій статті 1989 року. Мовознавство стало першою наукою, для якої опрацьовано метатеорію, що адекватно відображає взаємне розташування і співвідношення нагромаджених досі знань про систему мов світу та їхні властивості. При цьому було виділено зумовлені природою об'єкта сім найзагальніших метаполів лінгвістичних знань:
- етнопрагматика мови
- аксіопрагматика
- ідіопрагматика
- синтактика
- синґніфіка
- генетичне мовознавство
- еволюційне мовознавство

А також кілька суб'єктно зумовлених видів лінгвістичних знань:
- галузі
- концепції
- методи
- одиниці
- закономірності

#### Публікації
- Програма з основ мовознавства. — К.: КДУ, 1973
- Робоча програма курсу «Основи мовознавства». — К.: КДУ, 1980.
- Загальна структура лінгвістичних знань // Мовознавство. — 1989. — № 6. — С. 48–52.
- Методичні вказівки з системного застосування основної термінології мовознавства // К.: КДУ, 1989.
- Роль оптимизации дидактической структуры языкознания в совершенствовании филологического образования // Вестник КГУ. Романо-герм. фил. — Вып. 24. — К.: КГУ, 1990. — С. 100—105.
- Складники метатеорії мовознавства // Вісник КДУ. Іст.-філол. науки. — Вип. 1. — К.: КДУ, 1991. — С. 90–95.
- Соціолінгвістика та прагматика у світлі метатеорії мовознавства // Актуальні проблеми соціолінгвістики. — К.: Вища школа, 1992.
- Метатеорія мовознавства. (Автореферат дис. … докт.філол.н.). — К.: КДУ, 1992.
- Метатеорія мовознавства. — К.: Основи, 2000.
- Класифікація законів мовознавства // Наукові вісті НТУУ «КПІ». — 2005, № 2. — С. 130—138.
- Основи мовознавства: Системний підручник. — К., 2007. — 304 с.
- Kostiantyn Tyszczenko, Po co językoznawstwu metateoria? // Medytacje filozoficzne, Warszawa: Fundacja na Rzecz Myślenia im. Barbary Skargi, 2015. — С. 235—262.

### Загальне мовознавство

Опрацювання метатеорії мовознавства стало можливим шляхом паралельної рефлексії над загальнотеоретичними лінґвістичними курсами, які К. М. Тищенко викладав перед тим упродовж 25 років. По дворічній армійській службі (1963—1965) та після вступу до аспірантури, на запрошення проф. А. О. Білецького і під його керівництвом К. М. Тищенко від 1965 року почав викладати теоретичні курси загального мовознавства і вступу до мовознавства для студентів I і V років навчання тодішнього філологічного факультету і факультету іноземних мов КДУ. Дотепер, за 42 роки викладання цих дисциплін проф. К. М. Тищенком, їх прослухали і склали іспити понад 5 тисяч студентів[джерело?].

#### Публікації
- Про формалізацію апарату дослідження синтетичних форм словозміни // Мовознавство. — 1968. — № 3.
- Поиск оптимального морфологического конструкта языка для минимизации описания событий // Информация в организаци и проведении науч. исслед.- К.: ИНИ АН УССР, 1968.
- Складокількість як критерій зіставно-стилістичної типології // Теор. проблеми лінгв. стилістики. — К.: Наук. думка, 1972. — С. 104—123.
- Системная модель искусственного языка // Языки эконом. управл. и проектирования систем. — М.: Наука, 1973. — С. 84–91 (співавтор).
- Об одном способе квантитативной характеристики уровней языка // Вестник КГУ. Романо-герм. фил. — Вып. 8. — К.: КГУ, 1974. — С. 11–14.
- Про синтетичну концепцію лінгвістичного знака // Вісник КДУ. Романо-герм. філ. — Вип. 9. — К.: КДУ, 1975. — С. 13–16.
- Рец. на кн.: Белецкий А. А. Лексикология и теория языкознания (ономастика) // Вопросы языковой структуры. — К.: КГУ, 1976.
- Количество во взаимосвязи с качеством и мерой в языке // Вестник КГУ. Романо-герм. фил. Вып.13. — К.: КГУ, 1979. — С. 3–6.
- О фонологическом приложении закона Вебера-Фехнера // Вестник КГУ. Романо-герм. фил. — К.: КГУ, 1980 Вып. 14. — С. 6–8.
- Лінгвістичний знак як єдність знаків мови і мовлення // Мовознавство. — 1980. — № 1. — С. 30–34.
- О диалектической сущности синтактики // Содержательные аспекты языковых единиц. — К.: КГУ, 1982. — С. 5–9.
- Перевод и адаптация // Теория и практика перевода. — Вып. 8. — К.: КГУ, 1982 (співавтор).
- О структуре и переводе названий документов патентной информации // Теория и практика перевода. — Вып. 10. — К.: КГУ, 1983. — С. 18–28 (співавтор).
- Рец. на кн.: 3орівчак Р. П. Фразеологічна одиниця як перекладознавча категорія // Мовознавство. — 1984. — № 4.
- Методичні вказівки по вдосконаленню використання в навчальному процесі світоглядної та лінгвістичної проблематики праць класиків марксизму-ленінізму. — К.: КДУ, 1985.
- Категории политэкономии как имманентная основа патентной классификации // Науковедение и информатика. Вып. 28. — К.: Наук. думка, 1986. — С. 62–67 (співавтор).
- О диалектике языкового содержания // Вестник КГУ. Романо-герм. фил. — Вып. 21. — К.: КГУ, 1986. — С. 3–7.
- Об инвариантной последовательности развития речи в филогенезе и онтогенезе (тезисы) // Актуальные лингвометодич. и психолого-педагогич. проблемы ускор. обучения взрослых. — К.: КГУ, 1990. — С. 6.
- Програма курсу «Основи наукових досліджень». — К.: КДУ, 1991.
- Про книгу «Ф. де Сосюр. Курс загальної лінгвістики» (післямова) // Ф. де Сосюр. Курс загальної лінгвістики. — К.: Основи, 1998.
- Ф. де Сосюр. Курс загальної лінгвістики (пер. з фр., коментар і наук. редакція). — К.: Основи, 1998 (співперекладач).
- Лекції з генетичного мовознавства. Передісторія мовлення, палеосигніфіка, історична синтактика. — К.: ВЦ «Київський ун-т», 1999. — 53 с.
- Мови Європи. Атлас-календар 2001. — К., Львів: Кальварія.

### Романістика
Філолог-романіст за освітою, К. М. Тищенко є автором численних публікацій з французької, італійської, португальської та інших романських мов. Викладав французьку мову й теорію перекладу в 1963—1990 рр. Опублікував низку власних літературних перекладів з французької, португальської та італійської мов. У серпні 1998 року забезпечував португальський переклад для урядової делегації України на Всесвітній виставці Expo '98 у Лісабоні.

#### Публікації
- Формальная морфология латинского глагола (тезисы) // ІІІ Всесоюз. конф. по вопросам классич. филологии. — К.: КГУ, 1966.
- Глагольная парадигма романских языков (Автореферат дис. … канд. филол. н.). — К.: КГУ, 1969.
- Morphologie optimale de synthèse du verbe français // Вісник КДУ. Романо-герм. філол. № 7. — К.: КДУ, 1973.
- Про автора (післямова) // Ж. Рейш. Гризіться, панове [Роман]. — К.: Дніпро, 1974.
- Atlante linguistico mediterraneo. — Firenze: Olschi, 1978 — … Від 1978 р. вийшло 23 випуски; видання триває (співавтор).
- Предельно информативное описание морфологии французского глагола // Вестник КГУ. Романо-герм. фил. — Вып. 15. — К.: КГУ, 1981. — С. 75–78.
- Португальська мова // УРЕ. — Т.9. — К., 1983.
- Провансальська мова і література // УРЕ. — Т.9. — К., 1983 (співавтор).
- Ретороманські мови // УРЕ. Т.9. — К., 1983.
- Учбові завдання до інтенсивного курсу французької фонетики. — К.: КДУ, 1983.
- Учбові завдання до інтенсивно-корективного курсу французької базисної граматики. — К.: КДУ, 1984.
- Интенсивный курс французского языка. Учебник для вузов. — К.: Вища школа, 1984 (співавтор).
- Общероманские закономерности современных глагольных парадигм (тезисы) // Методич. рекомендации по курсам романского языкозн. Ч.1. — К.: КГУ, 1985.
- Українсько-французький словник. — К.: Рад. школа, 1986 (співавтор).
- Программа комплексного изучения четырех романских языков. — К.: КГУ, 1988 (співавтор).
- Українсько-французький словник. — Ірпінь: Перун, 1994 (співавтор).

### Італознавство

Дослідження з італознавства: «Морська і рибальська лексика Кавказького узбережжя Чорного моря» (1976), «Італійська мовна присутність в Україні» (доповідь на 72 конгресі Спілки Данте Аліґієрі у Трієсті, 1996), «Формальна морфологія італійського дієслова» (2003); розділ «Дієслівна парадигма італійської мови» (в дисертації 1969 р.), «Сільвано Чеккеріні та його твори» (післямова; 1973), «Живий слід Риму в мові й географічних назвах України»; переклади з італійської (Р.Проді, К.Ґоці, Ф.К'єза). Засновник і президент мовно-культурної Спілки Данте Аліґієрі у Києві (з 1994; від 2002 почесний президент), К. М. Тищенко 35 років викладав італійську мову в Київському університеті ім. Т. Шевченка (з 1965) і на курсах Спілки Данте Аліґієрі у Києві (з 1994).

#### Публікації
- Учебный частотный словарь-минимум для студентов, изучающих итальянский язык. — К.: КГУ, 1969
- Сільвано Чеккеріні та його твори (післямова) // С. Чеккеріні. Помилуваний смертю [Роман]. — К.: Рад. письм., 1973.
- Lessico marinaro e peschereccio del littorale Caucasico del Mar Nero // Bolletino dell'Atlante ling. Mediterraneo. — Firenze: Olschi, 1976.
- Atlante linguistico Mediterraneo. — Firenze: Olschi, 1978 — … Від 1978 р. вийшло 23 випуски; видання триває (співавтор).
- Італійська мова. // УРЕ. Т.4. — К., 1979.
- La presenza linguistica e culturale italiana in Ucraina // Pagine della Dante. № 2/95. — Roma, 1995.
- La presenza linguistica e culturale italiana in Ucraina // Quaderni della Dante. № 4/96. — Roma, 1996.
- La morfologia formale del verbo italiano // Lingua e letteratura italiana dentro e fuori la penisola. Atti del III Congresso degli Italianisti Europei. — Cracovia, 2003. — P. 521—527.
- Топонімічні сліди Риму в сарматському ареалі II ст. н. е. // VIII сходознавчі читання А. Кримського. Тези доповідей. — К., 2004. — С. 150—153.
- Живий слід Риму в мові і географічних назвах України // Дивослово. — 2004. — № 10. — С. 67-73.
- Етномовна історія прадавньої України. — К.: Аквілон-Плюс, 2008. — 480 с.
- Українська частка історії Риму // Україна: Наука і культура. Вип. 34. — К., 2008. — С. 214—233.
- Італія і Україна: Тисячолітні етномовні контакти. — К.: Аквілон-Плюс, 2009. — 192 с.
- Іншомовні топоніми України: Етимологічний словник-посібник. — Тернопіль, 2010. — 240 с.

### Славістика

Дослідження К. М. Тищенка зі слов'янських мов присвячені окремим аспектам їх викладання для іноземців та мовно-культурним контактам слов'ян з їхніми історичними сусідами.

#### Публікації
- Флективно-акцентуационные типы русского субстантивного склонения // Рус. языкознание. — Вып. 6. — К.: КДУ, 1983. — С. 17–24.
- Частотна українська граматика. Препринт. — Львів, 1989.
- Граматичні таблиці української мови // Словник фр.-укр., укр.-фр. — Ірпінь: Перун, 1994. — С. 505—517.
- Механіка млинова (народна термінологія і номенклатура вітряків) // Пам'ятки України. — 1998. — № 3-4.
- Литва на Сіверщині. Топонімічні свідчення // Пам'ятки України. — 2001. — № 1.
- Нове тисячоліття української мови // Урок української. — 2002. — № 3.
- «Науковий патріотизм» або чому наука складніша від міфотворчості? // Україна молода. — 2002. — 16 лютого.
- Поки живі українські діалекти — живе Україна // Дивослово. — 2002. — № 6. — С. 13-16.
- Нові підходи в дослідженні берестяних грамот. Давньоновгородсько-українські мовні паралелі // Пам'ятки України. — 2002. — № 2. — С. 172—179.
- Лідсько-лоївське відлуння берестейських говірок // Пам'ятки України. — 2002. — № 3-4. — С.36-39.
- Історичний вплив української мови на російську // Урок української. — 2004. — № 11-12. — С. 47-51.
- Запозичення з української до сусідніх мов // Урок української. — 2005. — № 1-2. — С. 55-58.
- Походження назв літописних слов'янських племен (1) // Народна творчість та етнографія. — 2005. — № 6. — С. 171—183.
- Походження назв літописних слов'янських племен (2) // Народна творчість та етнографія. — 2006. — № 2. — С. 150—168.
- Тринадцять миттєвостей життя [Спогади про О. Л. Рибалка] // Правдиве українське серце: Олександр Рибалко. — К., 2010. — С. 669—675.
- Всеслов'янськість мови українців // Український тиждень — 2012, № 39 (256) 28.09-4.10
- Гени, мова, Україна // Український тиждень — 2012, № 16 (233). 20-26.04
- Долітописна мовна історія українців — Дрогобич: Посвіт, 2016. — 752 с.
- Іншомовна історія українців — Київ ; Броди: Просвіта, 2018. — 816 с.
- 42 епохи українських мовних контактів: Енциклопедія 3000 запозичених реалій античности й середньовіччя у мові, прізвищах і топонімах. — Київ ; Броди: Просвіта, 2020. — 912 с.[3][4]
- Прадавність української мови, віддзеркалена в мовах сусідів. 1 // Мовознавство. — 2023. — № 1. — С. 14-28.
- Прадавність української мови, віддзеркалена в мовах сусідів. 2 // Мовознавство. — 2023. — № 2. — С. 18-43.

### Германістика

Кілька публікацій з германістики відображають окремі сторони наукових інтересів К. М. Тищенка і пов'язані переважно з мовно-історичними питаннями.

#### Публікації
- «Скандинавщина в Давній Руси» [О. Партицького]: повернення через 113 років // Стоголосник. — 2000. — № 3-4. — С. 63-77.
- І букмол і нюношк // Стоголосник. — 2000. — № 3-4. — С. 110—119.
- Тюринґи — ґерманське плем'я з гунськими зв'язками // Етнічна історія народів Європи. — Вип. 18. — К., 2005. — С. 11-18.
- Невловима Сівéра і Сіверщина // Історико-культурні надбання Сіверщини у контексті історії України. — Глухів, 2006. — С. 9-19.
- Етномовна історія прадавньої України. — К.: Аквілон-Плюс, 2008. — 480 с.
- Топоніми від основи Pers-/ Pars- у Швеції // Східний світ. № 3/2010. — С. 208—216, І-IV.
- Перські селища у Швеції // XIV сходознавчі читання А. Кримського (тези доповідей). — К., 2010. — С. 75–78.
- Халіфат і сівера: Топонімічний слід в Україні. — К.: Аквілон-Плюс, 2011. — 496 с.

### Кельтологія
Перші в Україні фахівці з валлійської мови були підготовані також у стінах Лінґвістичного музею.
З педагогічної співпраці з історичним факультетом у 1990-х роках виріс цілком новий спецкурс «Вступ до кельтології», опрацьований вперше в Україні для студентів, які роком раніше записалися до К. М. Тищенка на факультативний практичний курс валлійської мови.

#### Публікації
- До етимології етноніма кіммерійців// Східний світ, № 1-2'97. — К., 2000. — С. 106—111.
- Кельтські етимології. І. Етнос (1-3) // Мовознавство. — 2003. — № 4. — С. 3-16; № 5. — С. 35-43; № 6. — С.42-54.
- Кельтські назви селищ на витоках річок України // Народна творчість і етнографія. — 2003. — № 5-6. — С.63-73; 2004. — № 3. — С. 109—119.
- Топонімічні сліди кельтських сусідів скіфів // VII сходознавчі читання А. Кримського. Тези доповідей. — К., 2003. — С. 136.
- Про кельтську спадщину деревлян // Україна. Наука і культура. — Вип. 32. — К., 2004. — С. 150—179.
- Ім'я Глухова серед однотипних назв // Збереження історико-культурних надбань Сіверщини. — Глухів, 2004. — С. 9-18.
- Мовні дарунки давніх сусідів: від скіфів до хозарів // Урок української. — 2004. — № 5, 6. — Вкладка, с. 1-32.
- Аналоги кельтських місцевих назв України в топонімії Росії // Київський географічний щорічник. — № 3, 2003. — К., 2004. — С. 166—185.
- Мовні свідки формування українців // Дивослово. — 2007. — № 7. — С. 36–44.

### Баскологія
К. М. Тищенко підвищував кваліфікацію з баскійської мови в Доностії-Сан-Себастьяні та Віторії-Ґастейсі у 1991 і 1996 роках. Підготував перших в Україні фахівців із практичним знанням баскійської мови.

#### Публікації
- Общие лексические изоглоссы восточнославянских и иберо-кавказских языков // Вопросы языковой структуры. — К.: КГУ, 1976. — С. 45–51.
- Баскійський досвід мовного будівництва // Урок української. — 2000. — № 8.
- Логіка суджень у прислів'ях басків // Проблеми семантики слова, речення та тексту: Зб. наук. праць. — Вип. 9. — К.: КНЛУ, 2003. — С. 366—376.
- Найдовша мовна й культурна традиція в Європі: баски // Пам'ятки України. — 2003. — № 4. — С. 74-101.
- [Примітки й добір ілюстрацій до статті:] Хв. Вовк. Біля моря — між басками // Пам'ятки України. — 2003. — № 4. — С. 102—124.

### Фінознавство
К. М. Тищенко викладає фінську мову як факультативну дисципліну в Київському університеті від 1985 р. Проте з переходом декана факультету проф. О. Є. Семенця на дипломатичну роботу ці курси втратили організаційне сприяння деканату. Від 1995 р. вчений співпрацює з товариством «Україна-Фінляндія», за підтримки якого вперше дістав від Посольства Фінляндії офіційне визнання своєї зведеної групи київських студентів КПІ і КНУ: він викладав їм фінську мову від квітня 1998 р. Праці з фінознавства: «Частотний словник фінського словотвору» (2004, співавтор Б. Рудий).
Дослідження укр. мовою: «Ранні фінські запозичення з індоєвропейських мов», «Протофінська мовна присутність у Європі»; англ. мовою: «Прафінсько-індоєвропейські мовні зв'язки», «Фінські й саамські мовні та генетичні контакти». Редактор укр. перекладів книг: Юссіла О., Гентіля С., Неваківі Ю. «Від Великого князівства до сучасної держави. Політична історія Фінляндії від 1809 року»; Ґуммерус Г. «Україна в переломні часи. Шість місяців на чолі посольства у Києві».

#### Публікації
- Друга іноземна мова: фінська. Навч. програма для студ. Інституту міжнародних відносин. — К.: КНУ, ІМВ, 2000.
- Ранні фінські запозичення з індоєвропейських мов // Етнічна історія народів Європи. — Вип. 5. — К.: КНУ, 2000.
- Найдавніші іранізми фінської мови // IV сходознавчі читання А.Кримського. Тези міжнар. наук. конф. — К., 2000.
- Мовні свідчення протофінської присутності у Західній Європі // Етнічна історія народів Європи. — Вип. 9. — К.: КНУ, 2001.
- Східні запозичення у фінському словнику і словотворі // VI сходознавчі читання А. Кримського. Тези міжнар. наук. конф. — К., 2002. — С. 103—105.
- Proto-Finnic and Indo-European Linguistic and Genetic Contacts // Етнічна історія народів Європи. — Вип. 14. — К., 2003. — С. 52-60.
- Suomen kielen sananjohdon taajuuskirja. A Frequency Dictionary of Finnish Word Building (співавтор Б. Рудий). — К., 2004.
- Мовні контакти: свідки формування українців. — К.: Аквілон-Плюс, 2006. — 416 с.
- A Frequency Dictionary of Finnish Word Building // Organization and Development of Digital Lexical Re-sources. MONDILEX Second Open Workshop. Kyiv, Ukraine, 2-4 February, 2009. Proceedings. — K., 2009. — P. 85-87 (coauthor B. Rudyj).

### Іраністика

У 1994 році К. М. Тищенко стає провідним науковим спеціалістом Інституту сходознавства, заступником голови докторської спецради, регулярно публікує статті з нової для себе наукової області — іраністики, щороку виступає з доповідями на міжнародних сходознавчих читаннях у Звенигородці й Києві, 1997 р. представляє українське сходознавство на 35-му світовому конгресі орієнталістів у Будапешті. Об'єднавши зусилля з колеґами — В. С. Рибалкіним, О. I. Редьком, А. П. Зєнцевим, — вчений відновлює викладання перської мови в Київському університеті, а невдовзі очолює кафедру сходознавства (тепер — кафедра Близького Сходу, по якій він одержує 1995 р. звання професора).

#### Публікації
- Східні мови і метатеорія мовознавства // Східний Світ. — 1994. — № 1-2. — С. 103—111.
- Іранські ізоглоси слов'янських мов // Східний Світ. — 1994. — № 1-2.
- Державні мови та етносоціальні стосунки (на матеріалі країн Сходу) // Мова державна — мова офіційна. Зб. матеріалів наук. конф. — К.: Просвіта, 1995. — С. 133—136.
- Оптимальна морфологія перського дієслова // Вісник КДУ. Іноз. філологія. — Вип. 25. — К.: КДУ, 1995.
- Формальна морфологія перського дієслова // Східний Світ. — 1995. — № 1. — С. 63–67.
- Чи утворюють перські географічні назви лексичну підсистему? // Східний Світ. — 1996. — № 2.
- Oro delle steppe dell'Ucraina. — Vicenza.: Ed. Fiera di Vicenza, 1997.
- Gold of the Ukrainian Steppe. — Vicenza.: Ed. Fiera di Vicenza1997.
- Лекції з лінгвістики для сходознавців. — К.: КНУ, 1998. — 40 с.
- Мовно-історичний огляд Каспїйсько-Чорноморського регіону // Чорноморсько-Каспійський регіон: умови та перспективи розвитку. — К.: Вид-во «АМЕС», 1998.
- Морфологічна структура сучасної перської лексики // ІІІ сходознавчі читання А.Кримського. Тези міжнар. наук. конф. — К., 1999 (співавтор).
- Службові дієслова у підсистемі дієслів перської мови // ІІІ сходознавчі читання А.Кримського. Тези міжнар. наук. конф. — К., 1999 (співавтор).
- До етимології етноніма кіммерійців // Східний світ, № 2'97. — К., 2000. — С. 106—111.
- Найдавніші іранізми фінської мови // IV сходознавчі читання А.Кримського. Тези міжнар. наук. конф. — К., 2000.
- Давні іранізми у виробничій лексиці фінської мови // V сходознавчі читання А.Кримського. Тези міжнар. наук. конф. — К., 2001.
- Східні запозичення у фінському словнику і словотворі // VI сходознавчі читання А. Кримсь-кого. Тези міжнар. наук. конф. — К., 2002. — С. 103—105.
- Мовні дарунки давніх сусідів: від скіфів до хозарів // Урок української. № 5 6, 2004. — Вкладка, с. 1-32.
- Ґорґани, Свірж, Стрибіж: наші вічні сусіди — іранці // Східний світ. — 2008. — № 1. — С. 170—180.
- Етномовна історія прадавньої України. — К.: Аквілон-Плюс, 2008. — 480 с.
- Поляни і Кияни як реалії зороастризму в топонімії України (тези) // ХІІ сходознавчі читання А. Кримського (тези доповідей). — К., 2008. — С. 103—108.
- Зороастрійський пласт топонімії Європи // Studia linguistica. — Vol. 2. — K., 2009. — C. 348—355.
- Половці, половина, поляни (тези) // ХІІІ сходознавчі читання А. Кримського (тези доповідей). — К., 2009. — С. 44–48.
- Східний світ в українській топонімії (І, ІІ) // Східний світ. — 2009. — № 3. — С. 179—198.
- Парфія і волхви // Мови і культури у новій Європі: Контакти і самобутність. Зб. наук. доповідей. — К., 2009. — С. 628—638.
- Іншомовні топоніми України: Етимологічний словник-посібник. — Тернопіль, 2010. — 240 с.
- Давній Схід у словнику і топонімії України // Мовні та літературні зв'язки України з країнами Сходу / За ред. І. П. Бондаренка. — К., 2010. — С. 7–57.
- Забуті ґабри-вигнанці // Україна. Наука і культура. — Вип. 35. — К., 2010. — С. 218—248.
- Топоніми від основи Pers-/ Pars- у Швеції // Східний світ. — 2010. — № 3. — С. 208—216.
- Перські селища у Швеції // XIV сходознавчі читання А. Кримського (тези доповідей). — К., 2010. — С. 75–78.
- Халіфат і сівера: Топонімічний слід в Україні. — К.: Аквілон-Плюс, 2011. — 496 с.
- Перська сатрапія над Дніпром: Топонімічні контексти (Розшир. текст доп. на Міжнар. міжгалуз. наук. конф. «Топоніміка і контекстуальний метод К. М. Тищенка», Київ, КНУТШ, 20 квіт. 2012 р.). — К.: НТУУ «КПІ», 2012. — 119 с.

### Арабістика
Публікації К. М. Тищенка з арабістики також стосуються переважно історичних аспектів слов'яно-арабських контактів перської доби й пізнішого часу (пік припадає на роки арабо-хозарської війни 710—737 рр.).

#### Публікації
- Арабський пласт топонімії України VII—XIII ст. — К., 2008. — 64 с.
- Араби на півночі // Східний світ. — 2009. — № 1. — С. 88–108.
- Іншомовні топоніми України: Етимологічний словник-посібник. — Тернопіль, 2010. — 240 с.
- Східний світ в українській топонімії (IV—VI) // Східний світ. — 2010. — № 1. — С. 152—172.
- Давній схід у словнику і топонімії України // Мовні та літературні зв'язки України з країнами Сходу / За ред. І. П. Бондаренка. — К., 2010. — С. 7–57.
- Забуті ґабри-вигнанці // Україна. Наука і культура. — Вип. 35. — К., 2010. — С. 218—248.
- Топонімія Глухівщини у світлі арабських студій // Сіверщина в історії України. — Вип. 3. — К.-Глухів, 2010. — С. 75–79.
- «Чижі» — християни, «Шуби» — партизани VIII століття // Дивослово. — 2011. — № 7. — С. 32–37.
- Аббасиди проти Омейядів: топонімічний слід в Україні // Вісник Київського національного університету імені Тараса Шевченка. — Історія. — 2011. — № 106. — С. 57–60.
- Халіфат і сівера: Топонімічний слід в Україні. — К.: Аквілон-Плюс, 2011. — 496 с.

### Алтаїстика
Кілька статей К. М. Тищенка присвячені переважно історичним аспектам слов'яно-алтайських контактів часів раннього середньовіччя та доби переселення народів.

#### Публікації
- Гунські і аварські топоніми Сіверщини // Збереження історико-культурних надбань Сіверщини. — Глухів, 2005. — С. 14-24.
- Гунсько-аварські топоніми у Європі // Вісник Львівського ун-ту. Серія філол. — Вип. 36. — Львів, 2005. — С. 28-48.
- Монґольська топонімія у Центральній Європі // IX сходознавчі читання А. Кримського. — К., 2005. — С. 93-96.
- Анти і хохли — гунські назви-ровесниці // Східний світ. — 2006. — № 2. — С. 159—166.
- Назви з Глухівщини в колі гунських топонімів Європи // Сіверщина в контексті історії України. — Суми, 2007. — С. 23–37.
- Сорокові Бальчики: алтайські топоніми Сумщини // Сіверщина в історії України. — Вип. 2. — К.–Глухів, 2009. — С. 24–31.
- Половці, половина, поляни (тези) // ХІІІ сходознавчі читання А. Кримського (тези доповідей). — К., 2009. — С. 44–48.
- Східний світ в українській топонімії (ІІІ. Алтайський світ) // Східний світ. — 2009. — № 4. — С. 157—176.
- Іншомовні топоніми України. Етимологічний словник-посібник. — Тернопіль, 2010. — 240 с.
- Давній Схід у словнику і топонімії України // Мовні та літературні зв'язки України з країнами Сходу / За ред. І. П. Бондаренка. — К., 2010. — С. 7–57.
- Етапи формування корпусу для частотного словника корейської мови // Мовні і концептуальні картини світу (КНУТШ). — Вип. 28. — К., [2010]. — С. 372—377 (співавтор К. М. Білошицький).

### Топонімічні студії

Ця група публікацій відображає результати застосування нового перспективного методу дослідження топонімічних систем, опрацьованого К. М. Тищенком за ці роки. На І-й Міжнародній конференції «Актуальні проблеми давньої історії» (м. Київ, 2007 р.) вчений презентував цей новий метод топонімічного контексту, сутність якого полягає у врахуванні семантичних зв'язків між сусідніми географічними назвами як членами топонімічної системи. За матеріалами досліджень випущено компакт-диск «Інтерактивна стратиграфія топонімії Сіверщини» (2006 р., комп. графіка Б. Рудого). З метою популяризації здобутків топоніміки як допоміжної історичної дисципліни серед старших школярів у співпраці з Інститутом інформаційних технологій і засобів навчання АПН України (Н. Т. Задорожна зі співробітниками) К. М. Тищенко і колектив музею створили у 2007 р. навчальний фільм «Мовні дарунки давніх сусідів. Від італіків до аланів», розміщений тепер на сайті www.itcomp.edu-ua.net.

#### Публікації
- Литва на Сіверщині. Топонімічні свідчення // Пам'ятки України. — 2001. — № 1.
- Литовські назви на карті Глухівщини // Збереження історико-культурних надбань Глухівщини. Матеріали І НПК. — Глухів, 2002. — С. 30-36.
- Слов'янські вектори топонімії Сіверщини // Збереження іст.-культурних надбань Глухівщини. Матеріали ІІ НПК. — Глухів, 2003. — С. 14-20.
- Топонімічні сліди кельтських сусідів скіфів // VII сходознавчі читання А. Кримського. Тези доповідей. — К., 2003. — С. 136.
- Ім'я Глухова серед однотипних назв // Збереження історико-культурних надбань Сіверщини. — Глухів, 2004. — С. 9-18.
- Топонімічні сліди Риму в сарматському ареалі II ст. н. е. // VIII сходознавчі читання А. Кримського. Тези доповідей. — К., 2004. — С. 150—153.
- Живий слід Риму в мові і географічних назвах України // Дивослово. — 2004. — № 10. — С. 67-73.
- Про географічні назви Конотопщини // Київський географічний щорічник. — 2004. — № 4. — С. 134—142.
- Гунські і аварські топоніми Сіверщини // Збереження історико-культурних надбань Сіверщини. — Глухів, 2005. — С. 14-24.
- Гунсько-аварські топоніми у Європі // Вісник Львівського ун-ту. Сер. філолог. — Вип. 36. — Львів, 2005. — С. 28-48.
- Дописемна історія в місцевих назвах Путивльського Посем'я // Путивльський краєзнавчий збірник. — Вип. 2. — Суми, 2005. — С. 4-19.
- Монґольська топонімія у Центральній Європі // IX сходознавчі читання А. Кримського. — К., 2005. — С. 93-96.
- Контури лексико-топонімічної стратиграфії України і етногенез українців // Народна творчість та етнографія. — 2005. — № 5. — С. 31-44.
- У цих назвах подих історії // Конотопщина: час, події, долі. — Київ, 2005. — С. 24-26.
- Мовні контакти: свідки формування українців. — К.: Аквілон-Плюс, 2006. — 416 с.
- Невловима Сівéра і Сіверщина // Історико-культурні надбання Сіверщини у контексті історії України. — Глухів, 2006. — С. 9-19.
- Східні й західні церкви IV—VI ст. в топонімії України (1) // Східний світ. 2006, № 4. — С. 137—147; 2007, № 1. — С. 127—134.
- Прадавні сліди кельтів у топонімії Туреччини // Східний світ. — 2006. — № 1. — С. 171—187.
- Українська частина іранської топонімії Європи // Східний світ. — 2006. — № 3,. — С. 148—156.
- Про походження назви Батурина // Матеріали міжнародної науково-практичної конференції з нагоди 295-ї річниці з дня смерті гетьмана України Івана Мазепи та 10-річчя заповідника «Гетьманська столиця» (Батурин, 25-26. 05. 2004). — Ніжин, 2006. — С. 174—179.
- Топонімічна картина минулого // Сумський район: Мій край слобожанський. — К., 2006.
- Еламські дієслівні основи у топонімії України. — Київ-Львів, 2011. — 24 с.
- Генетична апробація студій словникових контактів і топонімії України. — К.: НТУУ «КПІ», 2012. — 48 с.
- Ключі з Астурії від минулого України. — К.-Дрогобич: Посвіт", 2015. — 528 с.

## Викладацька діяльність

К. М. Тищенка 1988 і 1990 рр. визнано лауреатом конкурсів на найкращого викладача тодішнього Міністерства вищої освіти СРСР. Незмінно схвальні відгуки одержував він і за кордоном, коли 1976 року читав лекції з загального мовознавства в Краківському університеті, 1991 р. — лекції з метатеорії мовознавства в Університеті Країни басків (Іспанія) чи 1996 р. — у Ґранадському університеті (спецкурс «Баскійсько-кавказькі мовні зв'язки»). Підготував 6 кандидатів наук.
Дбаючи про надійну фактологічну мовну базу для своїх теоретичних курсів, вчений постійно займається самоосвітою, підвищує кваліфікацію на мовних курсах в Італії, Іспанії, Ірані, Фінляндії. К. Тищенкові чужий дух колекціонерства мов: він прагне передати свої знання іншим. Це він ще від 1965 року першим почав викладати в Київському університеті італійську мову у факультативних групах, через які досі пройшли вже понад 1300 студентів, а від 1970-х рр. запровадив новий жанр аудиторних занять — ознайомчі та оглядові лекції з типологічно різноманітних мов світу, зокрема — турецької, грузинської, гінді, суахілі, нідерландської, португальської, польської, білоруської, українських діалектів. Плакатні ілюстрації саме до цих занять започаткували нині славетну «Ґалерею мов світу» в музеї.

### Експериментальні романські групи
Разом зі своїм колеґою-романістом доцентом I. I. Магушинцем К. М. Тищенко стає ініціатором створення 1985 року експериментальних романських груп (ЕРГ), організованих для дослідження низки методичних проблем викладання мов. Окрім основної іноземної мови, слухачі цих груп вивчали паралельно (доти вважалося, що таке в принципі неможливо) по 4 романські мови, наприклад, до анґлійської — ще французьку, італійську, іспанську, португальську. Всупереч сумнівам скептиків, десятки студентів цих груп склали державні іспити з усіх цих мов 1989 і 1991 рр. До речі, це були перші — і чи не єдині — відкриті іспити в університеті.

#### Публікації
- Лингвостатистические законы и содержание обучения языку // Вестник КГУ. Романо-герм. фил. — Вып. 19. — К.: КГУ, 1985. — С. 3–8.
- О комплексном изучении языков // Вестник КГУ. Романо-герм. фил. — Вып. 20. — К.: КГУ, 1986 (співавтор).
- Роль интенсивного этапа в многоаспектном преподавании иностранных языков // Сб. науч. трудов МГПИИЯ. — № 280. — Москва: МГПИИЯ, 1986 (співавтор).
- Экспериментальная романская группа ЭРГ: освоение резервов интенсификации // Вестник КГУ. Романо-герм. фил. — Вып. 22. — К.: КГУ, 1988. — С. 109—114 (співавтор).
- Программа комплексного изучения четырех романских языков. — К.: КГУ, 1988 (співавтор).
- Пределы действия законов Йеркса-Додсона в обучении языку (тезисы) // Методич. указания по пробл. препод. ин. яз. в вузе. — К.: КГУ, 1989. — С. 5–6.

### Участь у відродженні сходознавства
Внаслідок проголошення незалежності України перед філологами також відкрилися несподівані перспективи й виникли нові історичні завдання. Після півстолітньої перерви в Києві було відновлено Інститут сходознавства, пов'язаний з ім'ям академіка А. Кримського, знову починає видаватися його журнал «Східний Світ».
Спільно з директором Інституту сходознавства, колишнім останнім аспірантом А. Кримського, академіком О. Й. Пріцаком, а також професором О. Є. Семенцем, В. С. Рибалкіним, Б. П. Яценком, I. В. Бичком, В. Ф. Резаненком і М. Д. Волковим вчений обґрунтовує перед адміністрацією університету потребу створити окремий факультет для підготовки фахівців з орієнталістики (1995): від 2003 року це відділення східних мов і літератур Інституту філології Київського національного університету імені Тараса Шевченка.

### Лінґвістичний навчальний музей

1992 р. К. М. Тищенко підготував і захистив докторську дисертацію на тему «Метатеорія мовознавства». I того ж року заснував концептуально новий підрозділ університету, — перший у світі Лінґвістичний навчальний музей, незмінним директором якого є досі. Теоретично обґрунтував його структуру і за попередні десятки років разом зі своїми студентами підготував понад 300 великоформатних кольорових планшетів теперішньої експозиції музею. У першому залі розгорнуто стаціонарну і змінну експозицію «Галерея мов світу» і «Сім галузей лінґвістичних знань», у другому залі — «Найдавніші мовні колективи Європи», у третьому залі мовних контактів — «Історія запозичень слів до українського словника» на основі спеціально проведених студій. Про відкриття музею Київський університет повідомив 165 університетів світу. За 19 років діяльності музею його відвідало понад 10 тис. екскурсантів з 32 країн. Визнанням музею стала Премія ради вчених товариств Америки (ACLS), одностайно присуджена йому 1999 р. В офіційному документі ACLS лінґвістичний музей названий «the finest of the intellectual leadership» (найблискучішим досягненням у галузі інтелектуального лідерства)[джерело?].

#### Публікації
- Лінгвістичний навчальний музей // Національний університет ім. Т. Шевченка. Довідник. — К.: КНУ, 1996.
- Про лінгвістичний музей // Пам'ятки України. — 1998. — № 3-4.
- Лінгвістичний навчальний музей // Київськ. нац. університет ім. Т. Шевченка. Довідник. — К.: КНУ, 1999.
- Європейський рік мов // Євробюлетень, травень. — К., 2001.
- Європейський рік мов в українському вимірі // Дивослово. — 2001. — № 12.
- Додаток. Міжфакультетський Лінгвівстичний навчальний музей Київського університету (з офіційного звіту) // Метатеорія мовознавства. — К.: Основи, 2000. — С. 342—350

## Виступи на міжнародних конференціях
Ставши «виїзним», вчений з верхом надолужує вимушену мовчанку попередніх десятиліть, виступає на міжнародних конференціях з доповідями: «Мовні проблеми радянських німців» (Віторія-Ґастейс, Іспанія, 1991 р.), «Італійська мовна і культурна присутність в Україні» (Трієст, 1995 р.), «Кількісний вимір лексичних відстаней між мовами» (Ґранада, 1996 р.), «Іраністичні арґументи давності української мови» (Будапешт, 1997 р.). Також виступав з доповідями на міжнародних мовознавчих конгресах у Ґраці (Австрія), Кракові (з італознавства, 2001), Львові (2009, 2010, 2011), на краєзнавчих конференціях у Глухові й Батурині, провів низку передач з топонімії на Тернопільському обласному телебаченні (2009—2011).

## Громадська робота
У 1989 р. К. М. Тищенко з однодумцями зумів відновити в Києві по 70-річній перерві французький культурний центр «Альянс Франсез» і став його відповідальним секретарем. Заснувавши ініціативну групу, відновлює 1993 р. київський осередок італійської мовно-культурної «Спілки Данте Аліґієрі», президентом якої був до 2000 р. (відтоді почесний президент), друкується в «Зошитах Данте», перекладає каталоги перших виставок України в Італії та Італії в Україні, виступає з доповіддю на 72-му всесвітньому конгресі Спілки в Італії, викладає на організованих при Посольстві Італії в Києві італійських мовних курсах. К. М. Тищенко — член ради Товариства української мови Київського університету, виступає з публікаціями про мовну політику в різних державах світу.

## Відзнаки й нагороди

Вручення нагороди.

- Лауреат премій Міністерства вищої освіти СРСР на конкурсах найкращих викладачів (1988, 1990).
- Премія за лідерство в гуманітарних науках Ради вчених товариств Америки (American Council of Learned Societies, ACLS; 1999).
- Орден «За заслуги перед Італійською Республікою» («Al merito della Repubblica Italiana»; 2003) — за видатний внесок до вивчення й поширення італійської мови й культури.
- Лицарський Орден І-го ступеня Білої Троянди Фінляндії (Suomen Valkoisen Ruusun ritarikunta, SVR; 2005) — за багаторічне викладання фінської мови у Києві та наукові досягнення з фінознавства.
- Заслужений працівник освіти України (2008).
- Орден «За заслуги» III ступеня (2010).
- Відзнака «За особливі заслуги перед Київським національним університетом імені Тараса Шевченка» (2017)

.

## Оцінка окремих аспектів наукового доробку

### Монографія «Метатеорія мовознавства»
Н. Ф. Клименко: «У монографії К. М. Тищенка йдеться про впорядкування системи понять цілої науки, причому такої, що належить до фундаментальних, теоретичних». «Найбільшим теоретичним здобутком книжки… є представлення мовознавства як розчленованої єдності лінґвістичних знань, усі елементи якої пов'язані внутрішніми, часом прихованими, корелятивними відношеннями».
С. В. Семчинський: «Якщо користуватися термінологією Куна, то нам запропоновано нову парадигму мовознавчої теорії, яка має повне право на життя, але зроблено це не за рахунок революційної зміни однієї парадигми іншою, а саме з урахуванням досягнень всіх попередніх парадигм. Іншими словами, це своєрідна кумулятивна парадигма».

### Концепція лексико-топонімічної стратиграфії України
В. М. Пащенко: «…К. Тищенка зацікавила не так сама лексична стратиграфія, як ідея пов'язати її з іншою стратиграфією — топонімічною. Складники її у колективній монографії 1981 р. окреслено так: „Ми не можемо зараз перерахувати всі відомі назви поселень і річок з домонгольської доби, зазначимо лише, що йдеться про велику кількість [назв], стратиграфія яких включає до свого складу шари доскіфського, скіфо-іранського, фракійського, балто-слов'янського, тюркського, вкраплення германського, кавказького, фінського та ін. походження“. Зауваживши схожість обох стратиграфій, вчений уперше її послідовно дослідив».
«К. Тищенко запропонував змістовну хронологічну схему з 32 мовних пластів у словнику й топонімії України на відрізку часу в 5 тисяч років: від фінізмів та іранізмів до праслов'янського шару, а далі від ілліризмів і кельтизмів через візантійські грецизми до літуанізмів, полонізмів, росіянізмів і англо-американізмів. Як наслідок, Україна має чи не найдокладнішу схему етномовної стратиграфії».
«Незалежну апробацію запровадженої К. Тищенком ідеї кореляції лексичної і топонімічної стратиграфії України дала сучасна генетика. Автор концепції пише про це так: „Усю генетичну різноманітність теперішніх народів унікального Європейського півострова Азії визначає різний пропорційний склад одних і тих самих північно-західних Y-гаплогруп (R1b, I, R1a, N, G2, J2, E1b1b, Т, Q), які внаслідок епохальних переселень давніх скупчень людей опинилися саме в цьому районі. Тут і під'єднується тема топонімії України і лексичних запозичень. Внаслідок системних студій 2004—2011 рр. виявлено, що кожному етномовному пласту топонімії України відповідає пласт лексичних запозичень з тієї самої мови в українському словнику. І ось тепер викладений вище яскраво сучасний генетичний матеріал, крім своєї прямої наукової вартості (на рис. 1 ліва колонка. — В. П.), стає незалежним і ефективним засобом апробації цих системних студій з історичної топоніміки й лексикології.
Образно кажучи, гіпотеза фінського походження назв річок України Сож, Яха, Либідь не самоочевидна (хоча є фін. susi 'вовк', joki 'річка', літоп. Либь 'ліви'). Але ця гіпотеза міцніє, відколи в українському словнику також знайдено низку запозичень з мов фінської групи: кульгати, кволий, щур (ест. kulgeda 'ходити', лівс. kūol'iji 'помираючий' від kuolla 'помирати', фінс. hiiri, морд. šever̕ 'миша'). Такі системні відповідності краще протистоять несистемній критиці, — але тепер ще дістають незалежну потужну підтримку від зовсім іншої науки: виявляється, кожний 20-й українець має Y-гаплогрупу N від фінського (лівського, естонського) предка. [На дальших сторінках брошури] показано взаємну відповідність цих трьох рядів незалежних наукових аргументів“»[неавторитетне джерело].

### Окремі етимології 2006‒2009рр.
Твердження Тищенка, викладені у низці його праць («Мовні контакти: свідки формування українців», «Арабський пласт топонімії України VII—XIII ст.», «Етномовна історія прадавньої України», «Італія і Україна: тисячолітні етномовні контакти») у 2010 р. піддав критиці С. О. Вербич, кандидат філологічних наук; старший науковий співробітник Інституту української мови НАН України. На думку Вербича, Тищенко надто довільно тлумачить багато які українські топоніми, залучаючи арабські, кельтські, іранські, готські лексеми у тих випадках, де назви можна цілком пояснити на матеріалі слов'янських мов. «Пропонуючи етимологічний коментар так званої кримготської лексики, К. М. Тищенко настільки захоплюється цією ідеєю, що забуває про один із базових законів етимології — врахування фонетичних відповідників у межах мов однієї генетичної сім'ї. Нехтування цим принципом може призвести до помилкових етимологій». Як приклад Вербич наводить хибну етимологію слова колобок, яке, на думку Тищенка, походить від прагерм. *kloibho- («хліб, спечений на сковороді») — що неймовірне з огляду на те, що праіндоєвропейський дифтонг *-оі- на праслов'янському рівні відповідає *ě і сучасному українському [і] (насправді найближчими родичами укр. колобок є грец. κόλλαβος і латис. kalbaks). Критик нагадує, що «етимологічний аналіз лексики як апелятивної, так і пропріальної — це не звичайне порівняння фонетично подібних слів, а насамперед визначення словотвірної моделі, за якою утворилася та чи інша лексема»

### Праці з глотогенезу 2012‒2016рр.
Г. П. Півторак: «…До останнього часу топонімічні словники й численні розвідки про походження як загальновідомих, так і регіональних топонімів становили переважно самодостатній науковий матеріал, лише спорадично пов'язаний із суміжними науками. Значною мірою це пояснюється складністю самої проблеми: закодована в топоніміці інформація відбиває історію відповідного краю впродовж століть або й тисячоліть, але внаслідок поступового забуття первісної мотивації назв і їх перекручування місцевими мешканцями відповідно до свого розуміння первісна форма топоніма буває затемнена настільки, що відтворити її під силу лише дослідникові зі знанням багатьох мов та закономірностей їхньої трансформації в хронологічному дискурсі. Саме такий науковий багаж має професор Київського національного університету імені Тараса Шевченка К. М. Тищенко. Його наукова заслуга серед багатьох інших полягає ще і в тому, що своїми дослідженнями він увів топонімію в етногенетичний контекст, а також використав найновіші досягнення молекулярної генетики, завдяки чому підніс етногенетичні дослідження на сучасний, якісно новий рівень»[неавторитетне джерело].
«Знавець десятків сучасних і давніх, живих і мертвих мов та новітніх досягнень суміжних наук, він віднайшов і систематизував сліди стародавніх контактів на території сучасної України, відбиті в українській топоніміці та в давніх запозиченнях серед апелятивної лексики, які в сучасній суспільній свідомості сприймаються переважно як питомо українські. Автор наводить численні запозичення від балтів, фракійців, іранців, іллірійців, кельтів, римлян, готів, хозарів, семітів, печенігів, половців, угорців, татар, литовців, поляків, німців, росіян, англійців та ін. Припускаю, що значна частина цих запозичень будуть сприйматися як дискусійні, сумнівні, фантастичні або такі, що можуть мати простіше й вірогідніше пояснення на місцевому ґрунті. Проте з категоричними висновками поспішати не варто. Адже апріорне заперечення знайдених професором К. М. Тищенком фактів та їх інтерпретації не може бути продуктивним, а плідна дискусія з ним потребує й рівнозначної освіченості та ерудованості…».
«Запропоновані автором ґотські, грецькі, сирійські, коптські і єгипетські етимології заслуговують на увагу. Нова праця професора К. М. Тищенка — цікаве, важливе, потрібне й суспільно значуще дослідження, де сконцентровано викладено наукові здобутки вченого, відображені в низці його монографій, статей та наукових доповідей, а також найновіші досягнення сучасного українського й загальнослов'янського історичного мовознавства»[неавторитетне джерело].

### Конференції пам'яті К. М. Тищенка
10-12 жовтня 2024 р. у Київському національному університеті імені Тараса Шевченка відбулася Перша міжнародна наукова конференція пам’яті професора Костянтина Тищенка «Лінгвосфера учора, сьогодні, завтра». Близько 100 учасників представили свої напрацювання в багатьох галузях мовознавства та долучилися до плідної дискусії в колі науковців, об’єднаних спільною ідеєю та шаною до постаті К. М. Тищенка. Відкриваючи конференцію, очільниця Лінгвістичного музею імені професора Костянтина Тищенка, докторка філологічних наук, професорка Ірина Голубовська нагадала слухачам, якою непересічною особистістю був її колега: «Український патріот, визначний вчений, фундатор Лінгвістичного музею, що зараз носить його ім’я. А ще – геніальний мовознавець, перекладач, доктор філологічних наук, професор, заслужений працівник освіти України, автор понад 240 праць з лінгвістики, знавець більше як трьох десятків різносистемних мов». За матеріалами конференції видано збірник тез «Лінгвосфера учора, сьогодні, завтра» (Київ, 2024).

## Спеціальні проєкти
- Всеслов'янськість мови українців. Український тиждень № 39 (256) 28.09.2012-4.10.2012.
- Гени, мова, Україна. Український тиждень № 16 (233). 20-26.04.2012.

## Публічні лекції
- Лекція про походження української мови (частина 1)
- Лекція про походження української мови (частина 2)
- Лекція про справжніх «родичів» української мови
- Лекція про українську мову в колі слов'янських мов
- Лекція про топонімічний слід в Україні бактрійських греків і буддизму

## Інтерв'ю
- Мовні свідки формування українців // Дивослово. — 2007. — № 7. — С. 36-44.
- Відкриття професора Тищенка: наші предки знали Заратустру // Інформаційне агентство УНІАН. — 2009. — 21 травня.
- Рясний осінній ужинок // Дивослово, 2011, № 7, с. 30-32.
- Підняти повіки Вію: професор Костянтин Тищенко спростує теорію «колиски трьох братніх народів» // Український тиждень, 2012, 2 березня.